# 嘉義縣太保市公所
嘉義縣太保市公所（簡稱：太保市公所；英文：Taibao City Office, Chiayi County）是嘉義縣太保市最高層級的地方行政機關，在中華民國政府架構中屬於市公所位階，上級業務監督機關為嘉義縣政府。

## 組織架構
嘉義縣太保市公所所轄組織，在市長之下，設有5課4室等9個內部單位及4個附屬機關:797—798。

### 內部單位
| - 民政文化課 - 農業課 - 工務課 - 經濟發展課 - 社會課 | - 人事室 - 政風室 - 主計室 - 行政室 | - 嘉義縣太保市清潔隊 - 嘉義縣太保市立圖書館 - 嘉義縣太保市殯葬管理所 - 嘉義縣太保市公園路燈管理所 |